# Byrrhus pilosellus
Byrrhus pilosellus is een keversoort uit de familie pilkevers (Byrrhidae). De wetenschappelijke naam van de soort is voor het eerst geldig gepubliceerd in 1833 door Villa & Villa.